# Mikroregion Svatojiřský potok
Mikroregion Svatojiřský potok je dobrovolný svazek obcí podle zákona v okresu Kladno a okresu Mělník, jeho sídlem je Zvoleněves a jeho cílem je celkový rozvoj mikroregionu, ÚP, infrastruktury, životního prostředí a cestovního ruchu. Sdružuje celkem 8 obcí a byl založen v roce 2000.

## Obce sdružené v mikroregionu
- Zvoleněves
- Jemníky
- Knovíz
- Podlešín
- Žižice
- Neuměřice
- Olovnice
- Slatina